# 依知川庸治
依知川 庸治（いちかわ ようじ、1893年（明治26年）7月21日 - 1974年（昭和49年）5月20日）は、大日本帝国陸軍軍人。最終階級は陸軍少将。功四級。

## 経歴
千葉県出身。1920年（大正9年）5月、陸軍士官学校第32期卒業。1932年（昭和7年）陸軍大学校第44期卒業。
陸軍歩兵学校教官を経て、1941年（昭和16年）8月、陸軍大佐に進む。大東亜戦争に入ると留守第55師団参謀長から第13師団参謀長に転じ、湘桂作戦では軍の主力として敢闘し、貴州・独山まで追撃した。ついで1945年（昭和20年）6月10日、陸軍少将に進み、同月15日に第20軍参謀長に補され、衡陽に駐屯した。
1948年（昭和23年）1月31日、公職追放仮指定を受けた。